# MAN KAT1
Les MAN KAT 1 (pour Catégorie 1) est un modèle de camion tout-terrain construit par MAN pour des utilisations militaires, dont les déclinaisons vont de 4 à 8 roues,. Sa dernière variante a fait l'objet d'une nouvelle série, les MAN SX (en) pour les applications civiles et le RMMV HX (en) pour le monde militaire.